# 郭稟翰
郭稟翰，台灣時代力量政治人物，曾任時代力量宜蘭黨部執行長。因2024年時代力量地方黨部縮編，現擔任民進黨立法委員陳俊宇秘書。

## 關注議題
關注性別教育與性別平權。2017年時，曾公開要求新北市議會在處理性別教育的預算時，應該公開透明，讓大家可以檢視市議會對於政策的監督狀況。。另外，2023年國民黨議員黃浴沂嘲諷被性騷擾女消防員事件，亦多次公開發言，批評黃浴沂推卸責任，甚至提出要罷免對方。
在宜蘭地區議題方面亦有所關注，例如就宜蘭縣立文化中心整修後用途，提出建立青年基地之構想。

## 外部連結
- 郭稟翰的Facebook專頁